# بواخوو
بواخوو (به لهستانی:  Błachów) یک روستا در لهستان است که در گمینا دوبروجنگ واقع شده‌است.